# Gianni Motti
Pour les articles homonymes, voir Motti (homonymie).
Gianni Motti (né en 1958 à Sondrio, en Italie) est un artiste suisse d'origine italienne qui vit et travaille à Genève.

## Expositions

### Expositions personnelles (sélection)

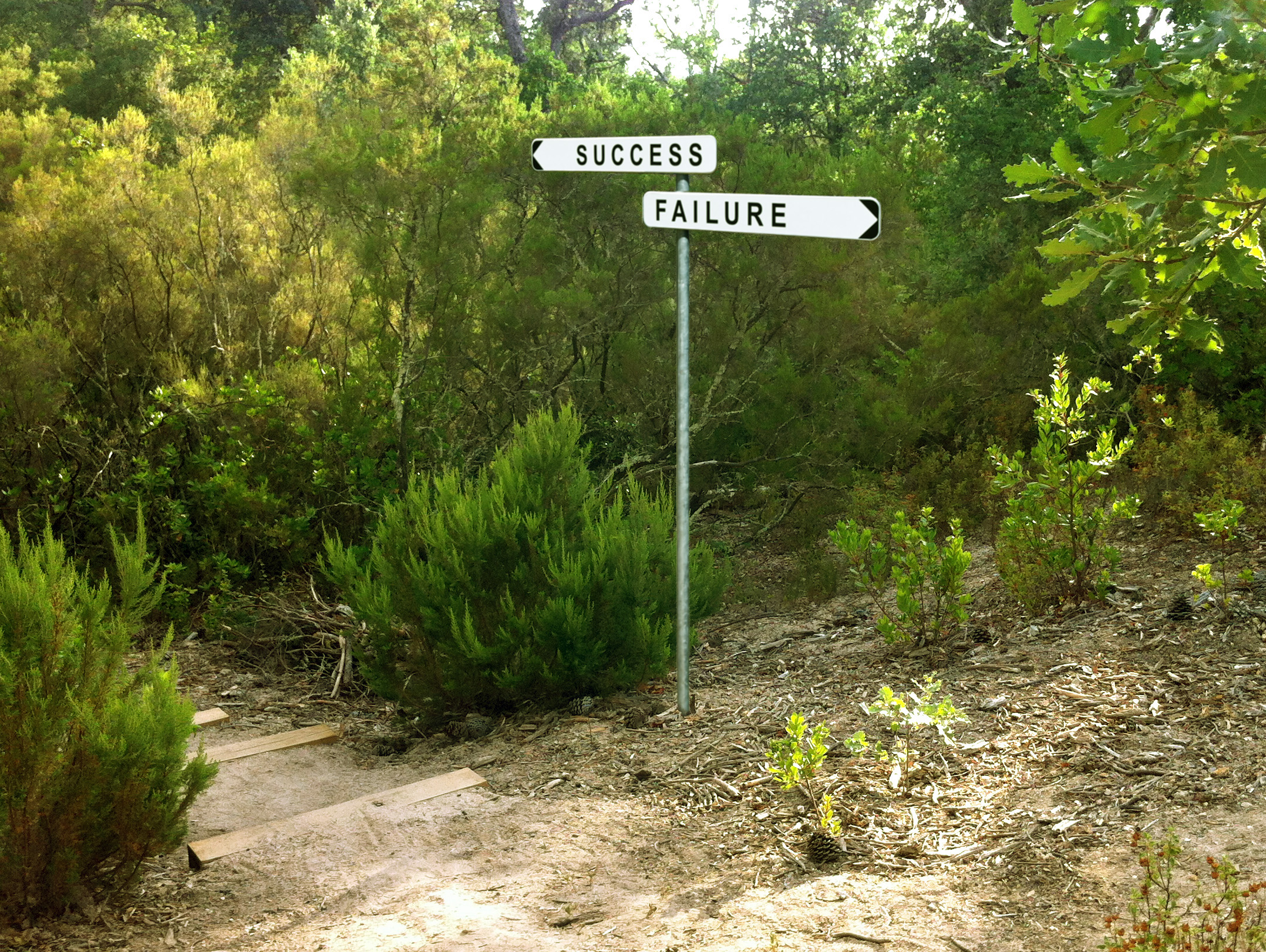
Gianni Motti, Success Failure, 2015, Domaine du Muy, Le Muy.

- 2006 : Gianni Motti, Galerie Johnen + Schöttle, Köln
- 2006 : Voiler dévoiler, Villa du parc, Annemasse
- 2006 : Photo-trafic, Programme vidéo du Centre de la Photographie, Genève
- 2006 : Defamation of character, Museum of Modern Art, New York
- 2006-2007 : Gianni Motti. Perpetual Channel, Centre d'édition contemporaine, Genève
- 2007 : Gianni Motti, La Salle de bains, Lyon
- 2008 : Gianni Motti, Think Tank, La Criée, Rennes
- 2010 : Belgium Landing, D+T Project, Brussels
- 2013 : Spread, Palais de l‘Athénée, Société des Arts, Genève
- 2014 : Think Tank, 2m2, Genève
- 2015 : Draft, Galerie Perrotin, Paris
- 2016 : Paradigm Shift, Cabaret Voltaire, Zürich
- 2017 : Motti for President, Swiss Institute, New York
- 2018 : Helmhaus, Zürich
- 2021 : EX–POSITION 21, Galerie Mezzanin, Genève

### Expositions collectives (sélection)

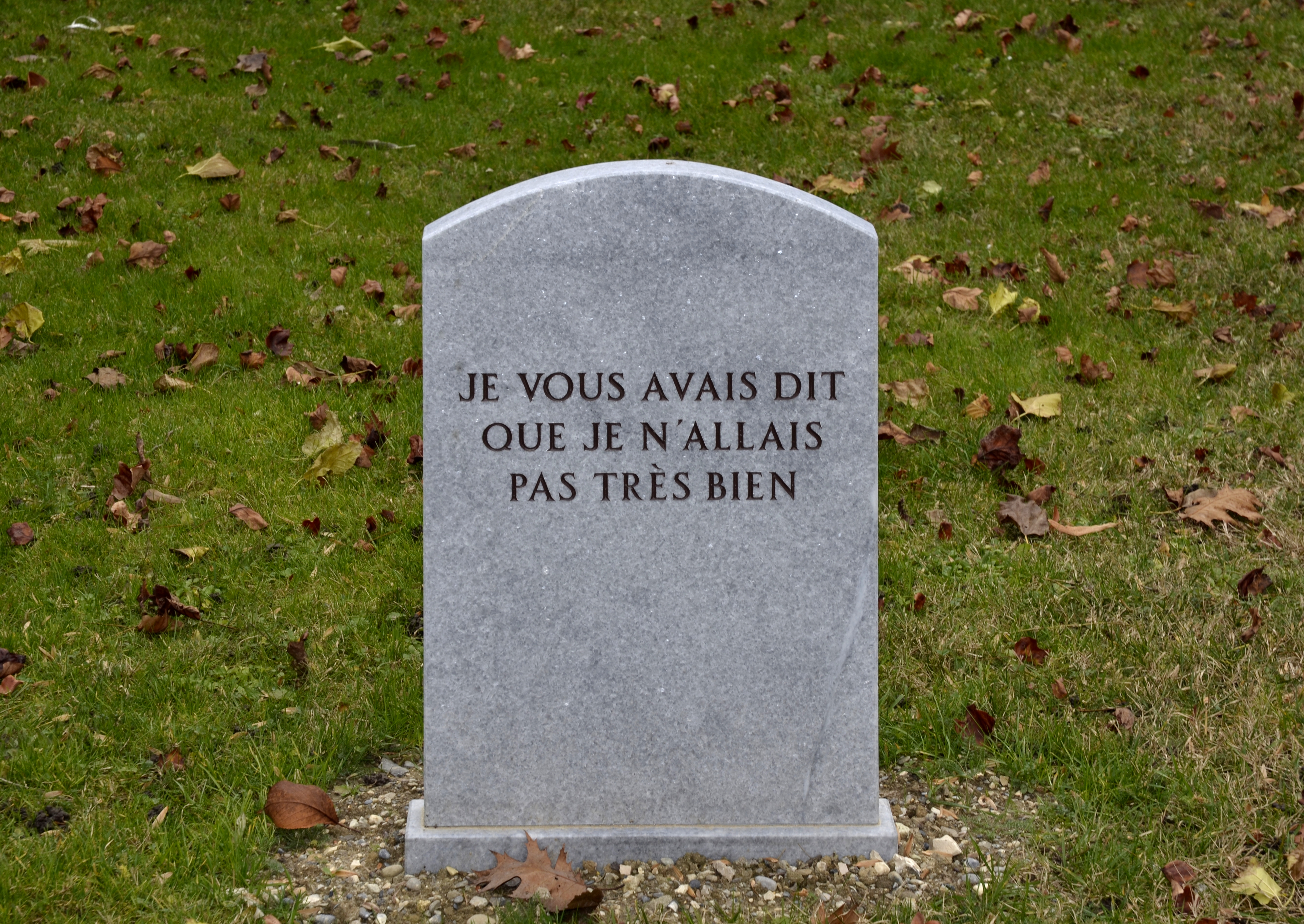
Je vous avais dit que je n'allais pas très bien, œuvre de Gianni Motti, Cimetière des Rois, Collection FMAC, Genève.

- 2006 : Photo-trafic, 50 jours pour la photographie à Genève, 50 JPG, Centre de la photographie, Genève
- 2006 : Cinq milliards d'années, Palais de Tokyo, Paris
- 2006 : Six Feet Under. Autopsie unseres Umgangs mit toten, Kunstmudeum Bern, Bern
- 2007 : Jens Haaning & Gianni Motti, Triple V, Dijon.
- 2008 : Shifting identities, Kunsthaus, Zürich
- 2013 : Bling, commissariat La GAD - Arnaud Deschin, Paris[2]
- 2016 : Open End, Cimetière des Rois, Genève

## Prix et distinctions
- 2005 : Prix Meret Oppenheim[3]
- 2013 : Prix de la Société des Arts, Genève